# Oreodera hoffmanni
Oreodera hoffmanni là một loài bọ cánh cứng trong họ Cerambycidae.